# Иван Златин
Иван Пенчов Златин е български търговец, крупен индустриалец, общественик, депутат, председател на Окръжния съд в Габрово.

## Биография
Роден през 1843 г. в Габрово. Неговият баща Пенчо Златин е търговец.
На седем години започва да учи в килийното училище в Габрово при известната по онова време учителка Бартованца. Тя е преподавала на много от изявените личности на Габрово, включително и на гайтанджията и фабрикант Иван Калпазанов.
След две години е прехвърлен във взаимното училище при даскал Цветко Самарджиев. Накрая учи в класното училище при Христодул Костович и Тодор Бурмов. По време на учението си, винаги е бил един от най-съвестните и отлични ученици.

## Професионално развитие и обществени занимания
След като приключва с ученето постъпва терзийски чирак. Но след 6 месеца разбира, че това не е неговото призвание, напуска и става самостоятелен търговец. По онова време неговият баща Пенчо има търговски дюкян в Галац. Там предлага стоки, произведени от габровските занаятчии. Той дава на сина си 5000 гроша сирмия /капитал/, с който започва своята дейност. Благодарение на получените знания в училище, на вродения си търговски нюх, младежът бързо прогресира и в края на 60-те години е един от най-изтъкнатите търговци в Габрово.
През 1865 г. е избран за школски наблюдател.
През 1867 г., заедно с Васил Дюстабанов /син на войводата Цанко Дюстабанов/ са избрани за представители от името на габровци пред русчушкия /русенския/ валия /областен управител/ Митхад паша, да издействат освобождаване на арестуваните трима габровски учители Илия Христович, Игнат Иванов и Сава Илиев Сирманов.
През 1868 г. в Габрово е основано търговско дружество „Българско читалищно спестяване“. Иван Златин е един от основателите и член на настоятелството. Във връзка с работата по дружеството успява да се запознае с всички учители, интелигенти и първенци на града. Те се обединяват около идеята за обмисляне и решаване на различни обществени въпроси и мероприятия.
През 1873-74 г. Иван Златин е училищен настоятел и касиер на настоятелството.
През 70-те г. е близък приятел с Цанко Дюстабанов. След провала на Габровското въстание от 1876 г. е арестуван и заедно с учителите от гимназията са отведени в търновския затвор. След Освобождението са освободени.
През 1878 г. Иван Златин става председател на Габровския градски общински съвет. От 1879 г. е назначен за Председател на Габровския окръжен съд и габровски депутат в Учредителното народно събрание в Търново. Докато траят заседанията, Златин поддържа редовна кореспонденция с габорвци относно своята работа. На заместника си в Окръжния съд Станчо П. Цонев пише дълги писма с наставления, относно:
- Какъв трябва да бъде канцеларският ред в съда;
- Как да бъдат мебилирани заседателните стаи;
- Какви са правата и задълженията на „председателствущия“;
- Как трябва да се надзирават затворниците;
- Начините за събиране на различните такси;
- Курса на парите;
- Други въпроси по съдоустройството;

Преди да отправи своите наставления, той предварително се е консултирал с отговорните и компетентни лица в Търново.
Четейки тези писма, добиваме ясна представа за отговорността, с която тогавашните депутати са се отнасяли към своята работа: „Вие ще работите и изпълнявате длъжността си добросъвестно, че ако някому е тежко, нека се откаже от длъжността си. Длъжни сме да работим постоянно, а не на часове.“
След държавния преврат на 27 април 1881 г., по време на бурните политически борби, Иван Златин е виден член на Либералната партия в Габрово. В нея членуват и други изтъкнати личности като Васил Карагьозов, Христо Марокинджиев, Пенчо Семов.
По време на изборите за депутати за Свищовското велико народно събрание, Иван Златин е избран за Председател на изборното бюро.
Д-р Петър Цончев описва Иван Златин като „човек с природни дарби, практически ум и вродена интелигентност, смел и предприемчив“.
През 80-те г. на XIX век Иван Златин преустановява търговска дейност в Габрово и се премества да живее в София. Там вижда много по-големи възможности и поле за търговски дела и предприемачество.
През последните 30 г. от своя живот Иван Златин се „хвърля“ в по-крупни сделки.
Става зет в семейството на братя Арие, които са собственици на известното търговско дружество „Братя Арие“ в средата на XIX век. Те развиват активна дейност:
- В Самоков имат търговско-лихварска къща;
- Търгуват с желязо, шаяци, зърнени храни, кожи и др.;
- В Пловдив фирмата открива търговска къща;
- Правят доменна пещ в с. Радуил;
- Организирано манифактурно шаячно производство в различини градове в България;
- През 1872 г. откриват банкерска къща в Цариград;
- Притежават чифлици в Кюстендилско и Софийско;
- След Освобождението се насочват към лихварство и застрахователни операции. Участват в капитала и в ръководството на застрахователните дружества „Балкан“ и „Български феникс“. Към тях вече се е присъединил и Иван Златин – техен зет.
- Златин е главен акционер в „Първо българско анонимно акционерно дружество за книжно –мукавено производство“ в кв. Княжево /София/, което е основано с капиталите на „Братя Арие“ и лични негови средства. Това е първата фабрика за хартия в България.

## Нови крупни начинания
- През 1902-1904 г. Иван Златин е Председател на Търговско-индустриалната камара в София.
- Той е един от основателите на Съюза на индустриалците в България.
- Участва като главен акционер и член на управителния съвет на предприятията, които построяват железопътните линии Роман – Плевен – Шумен и Радомир – Кюстендил – границата;

След дълги години упорит труд и участие в различни и разнообразни дейности, Иван Златин намира вечен покой на 28 декември 1927 г. в София на 84-годишна възраст.